# Repatriering
Repatriering är en process för återbördande av individer, föremål eller kvarlevor till deras ursprungliga platser eller härkomstort. 
En repatriering innebär ett försoningsarbete, att göra upp med ett smärtsamt förflutet. Begreppet kommer av medeltidslatin repatrio (repatriera) där re- betyder åter och patria betyder fädernesland.  Urfolk över hela världen arbetar med att få tillbaka sina anfäder och föremål som hämtades för att visas och undersökas. Rasbiologer var speciellt intresserade av mänskliga kvarlevor.
I Sverige har samer varit utsatt för samma procedur, men under senare tid har staten börjat göra upp med sitt koloniala och rasbiologiska förflutna. Riksantikvarieämbetet 
har fått i uppdrag att utreda hur det ska se ut från museernas håll.
Repatriering kan också innebära att man återför exempelvis flyktingar eller krigsfångar till deras hemländer.